# Kepler-186
Kepler-186 ist ein knapp 600 Lichtjahre von der Erde entfernter Roter Zwerg der Spektralklasse M im Sternbild Schwan. Er hat etwa den halben Durchmesser der Sonne und etwa die halbe Masse der Sonne, ist etwas kühler als diese und weist eine etwa um den Faktor 2 geringere Metallizität auf. Kepler-186 ist außerdem ein BY-Draconis-Stern, dessen Helligkeit innerhalb einer Periode von 33,695 Tagen geringfügig schwankt.

## Planetensystem

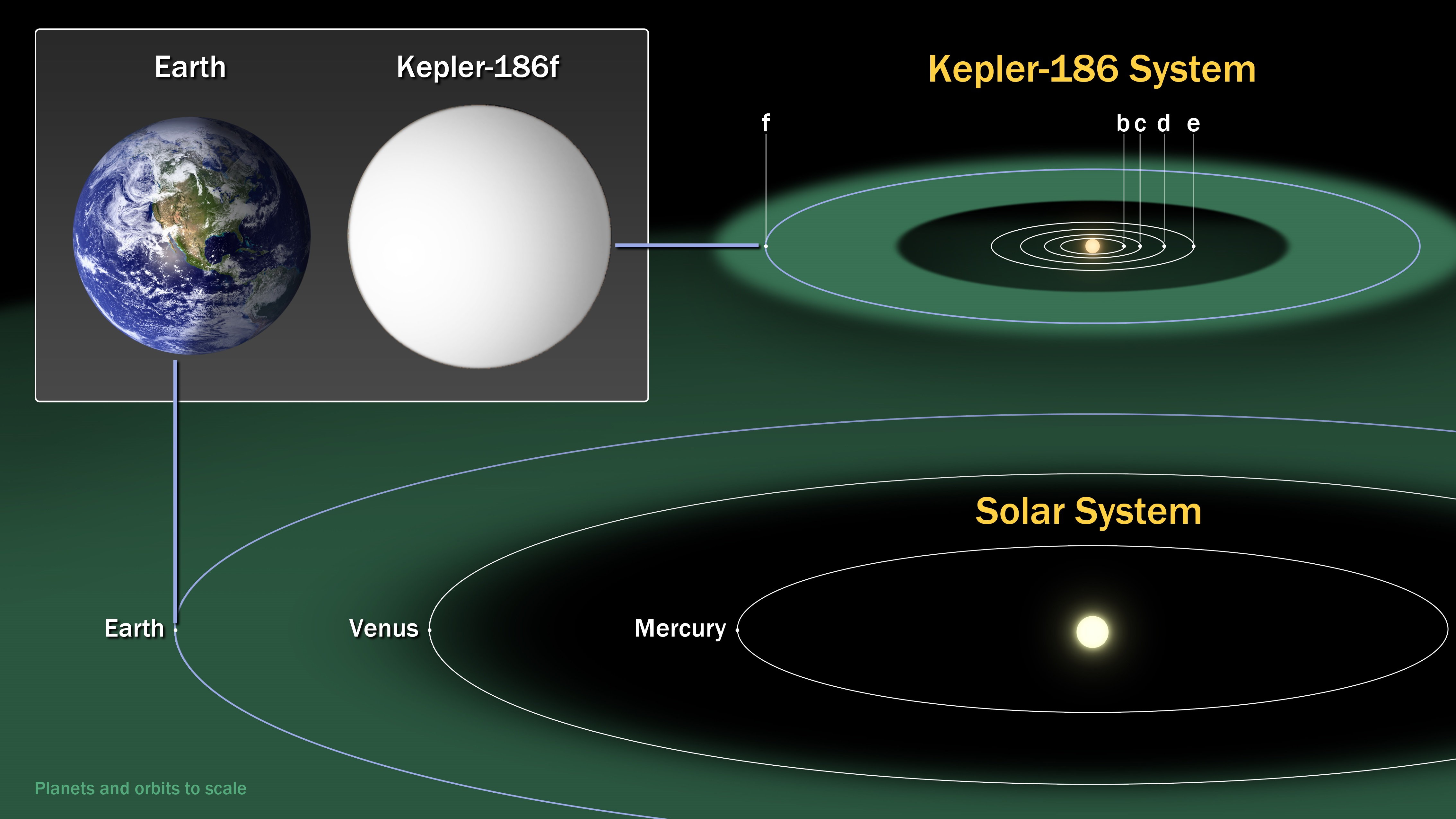
Vergleich des Planetensystems von Kepler-186 mit dem Sonnensystem sowie von Kepler-186f mit der Erde

Auf Basis der Beobachtungen durch das Weltraumteleskop Kepler konnte im Frühjahr 2014 die Entdeckung von fünf Planeten bestätigt werden, die diesen Stern umkreisen. Darunter befindet sich mit Kepler-186f ein erdähnlicher Planet, der sich mit einer Umlaufzeit von 130 Tagen in der habitablen Zone von Kepler-186 befindet. Der Planet hat einen etwa 11 % größeren Radius als die Erde.
Die weiter innen kreisenden Planeten Kepler-186b, Kepler-186c, Kepler-186d und Kepler-186e haben alle jeweils weniger als die eineinhalbfache Größe der Erde sowie eine Umlaufzeit von 4, 7, 13 bzw. 22 Tagen und gelten als zu heiß für dem irdischen vergleichbares Leben.
Die bisher schnellsten von Menschenhand gebauten Raumsonden Helios 1 und 2 würden über zwei Millionen Jahre brauchen, um die derzeitige Entfernung zwischen dem Sonnensystem und Kepler-186 zurückzulegen.
| Planet (nach Entfernung vom Stern) | Entdeckung (Jahr) | Radius (in {\displaystyle R_{\oplus }}) | Umlaufzeit (in Tagen)          | Große Halbachse (in AE) | Bahnneigung (in {\displaystyle \mathrm {^{\circ }} }) | Exzentrizität    |
| ---------------------------------- | ----------------- | --------------------------------------- | ------------------------------ | ----------------------- | ----------------------------------------------------- | ---------------- |
| Kepler-186b                        | 2014              | 1,07 ± 0,12                             | 3,8867907 +0,0000062−0,0000063 | 0,0343 ± 0,0046         | —                                                     | —                |
| Kepler-186c                        | 2014              | 1,25 ± 0,14                             | 7,267302 +0,000012−0,000011    | 0,0451 ± 0,0070         | —                                                     | —                |
| Kepler-186d                        | 2014              | 1,40 ± 0,16                             | 13,342996 +0,000025−0,000024   | 0,0781 ± 0,010          | —                                                     | —                |
| Kepler-186e                        | 2014              | 1,27 +0,15−0,14                         | 22,407704 +0,000074−0,000072   | 0,110 ± 0,015           | —                                                     | —                |
| Kepler-186f                        | 2014              | 1,17 ± 0,08                             | 129,9441 +0,0013−0,0012        | 0,432 +0,171−0,053      | 89,96 +0,04−0,10                                      | >0,04 +0,07−0,04 |